# 2284 San Juan
2284 San Juan este un asteroid din centura principală, descoperit pe 10 octombrie 1974 de Felix Aguilar Obs..